# Ізраїль Альтер
Ізраїль Альтер (івр. ישראל אלטר, 23 вересня 1901, Лемберг — 16 листопада 1979, Нью-Йорк) — австро-угорський хазан й останній головний хазан в Ганновері, Німеччина. Композитор, який багато подорожував.

## Сім'я

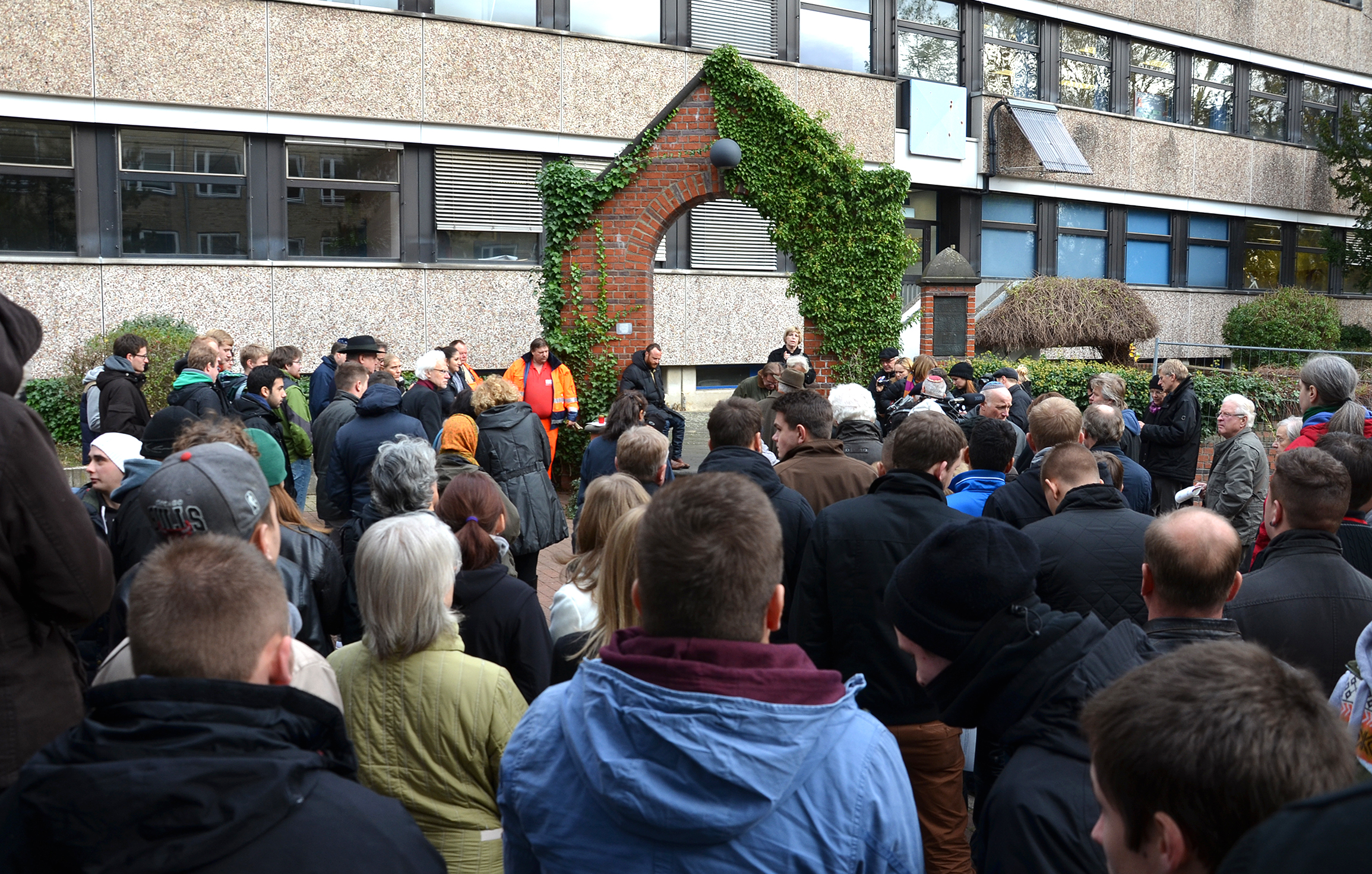
2013 року багато студентів професійно-технічної школи, розташованої на Охештрассе, взяли участь у встановленні каменів спотикання

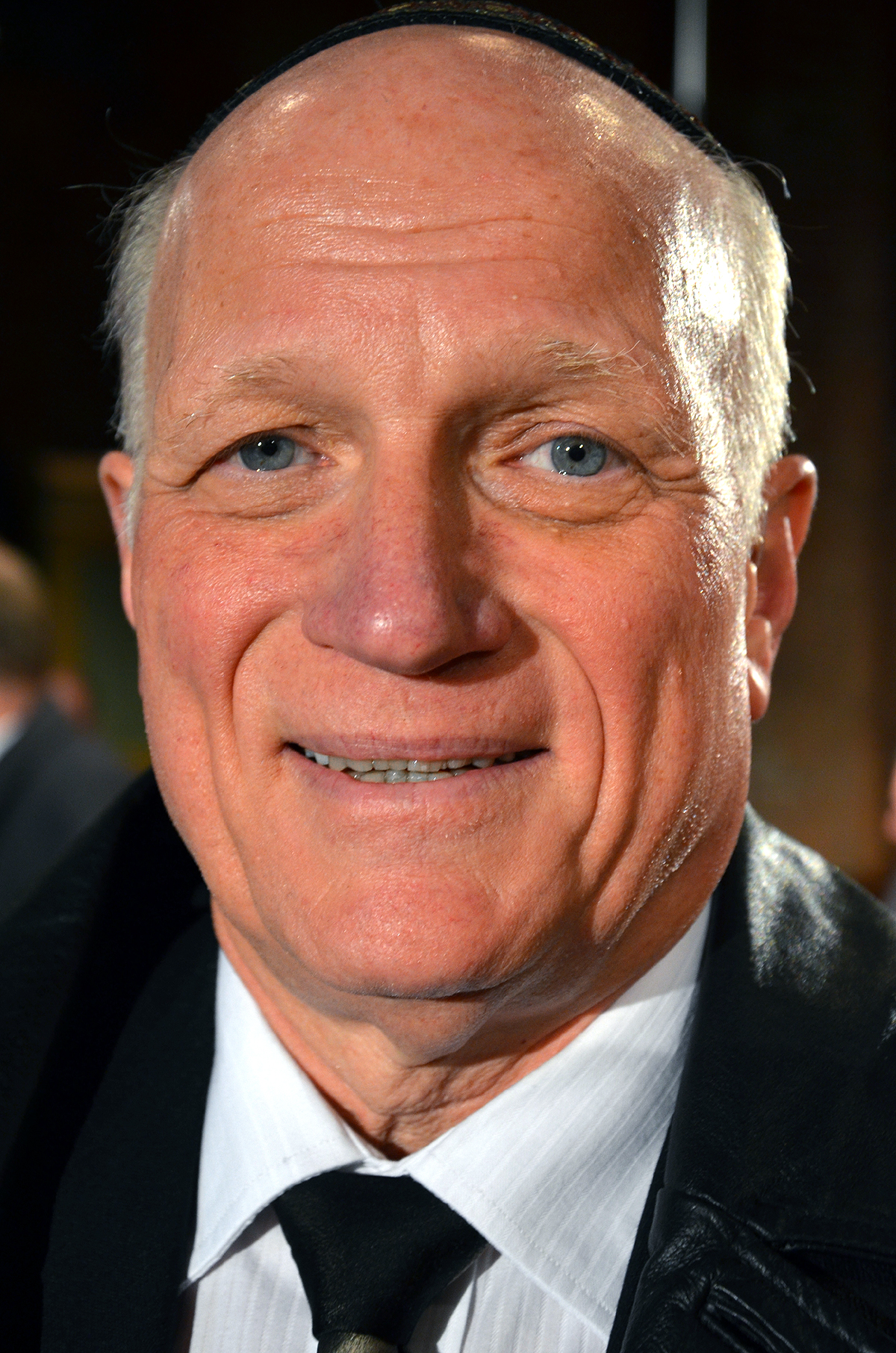
Бенджамін З Майснер, хазан і музичний керівник храму Святого Цвіту в Торонто та єврейського камерного хору Lachan

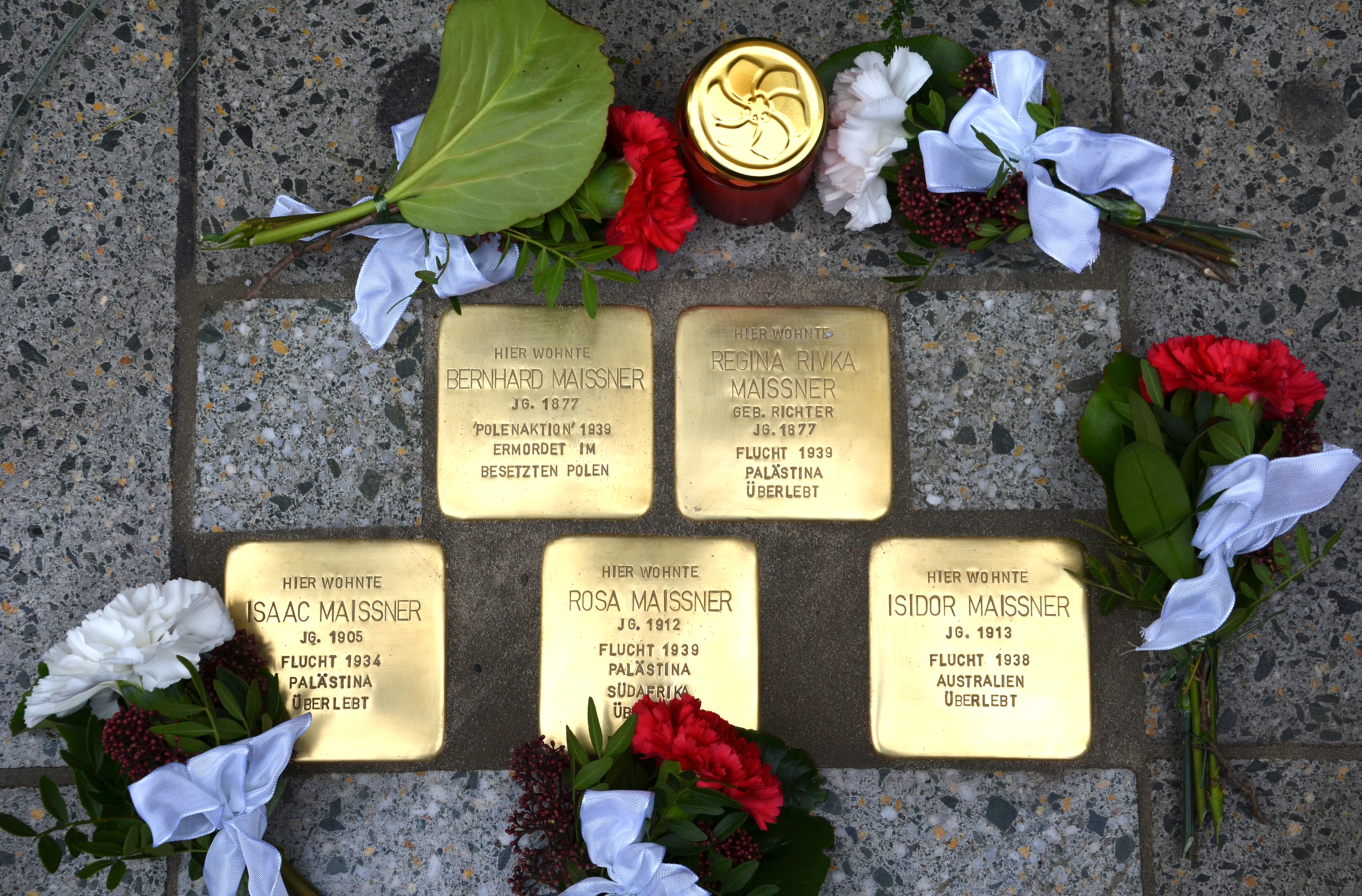
П'ять каменів спотикання сім'ї Майснер, встановлених на Ланге Лаубе 1; Бернгард Майснер був убитий в окупованій Польщі; четверо членів родини втекли 1939 року до Південної Африки та Палестини

Народився в сім'ї торговця Авраама Юди Альтера та його дружини Фрайди, уродженої Кляйн. У нього був брат, який пізніше також став хазаном. Ізраїль був одружений з Анною Бреннер (1901 р.н.), у них народилися Елеазар (1923 р.н.) і Клара (1926 р.н.). Анна мала трьох суродженців Германа Герша Собеля-Бреннера (1903 р.н.), Девіда Собеля-Бреннера (1907 р.н.) і Регіну Бреннер (1912 р.н.), з якими сім'я Альтер жила під одним дахом у Ганновері. За місцем проживання встановили меморіальний комплекс, а 12 листопада 2013 року — сім каменів спотикання, з цієї нагоди «приїхали родичі з Канади й Ізраїлю».
Альтер був дядьком кантора Бенджаміна З. Майснера, пов'язаний з Бернгардом Майснером (знаним як Бейріх Бернхард Майснер, народився 15 грудня 1877 року в Пширові/Пйотові/Російська імперія під час так званої «польської інтервенції» 28 жовтня 1938 року, змушений поїхати у Бентшен (Збоншинь), 10 серпня 1939 року депортований до табору смерті Треблінка, пізніше визнаний загиблим), мав дружину Регіну Рівку Ріхтер (1877 р.н.) та дітей: Іссак (1905 р.н.), Роза (1912 р.н.) та Ізодор (1913 р.н.). 12 листопада 2013 року перед будівлею за адресою Lange Laube 1 також встановили сім каменів спотикання для цих останніх членів родини.

## Біографія
Вивчав Талмуд у Лемберзі та Відні. У 20 років отримав свою першу посаду хазана в синагозі Vereinssynagoge Brigittenauer Tempel.
За часів Веймарської республіки Альтер обіймав посаду головного хазана в «Новій синагозі» в Ганновері. Водночас виступав «багато разів у багатьох концертних залах у всій Європі», поки у 1929 і 1930 роках не вирушив у тур до США, де, наприклад, двічі виступав у Карнґі-хол.
Після приходу нацистів до влади у 1933 році в Ганновері почали впроваджувати антисемітські, організовані та дискримінаційні закони та диктатуру, особливо проти євреїв. З цієї причини Альтер іммігрував 1935 року спочатку до Південної Африки, де влаштувався до найбільшої синагоги Йоганнесбурга Об'єднаної єврейської конгрегації. 1961 року емігрував до США, де працював кантором у Нью-Йорку.

## Спадщина

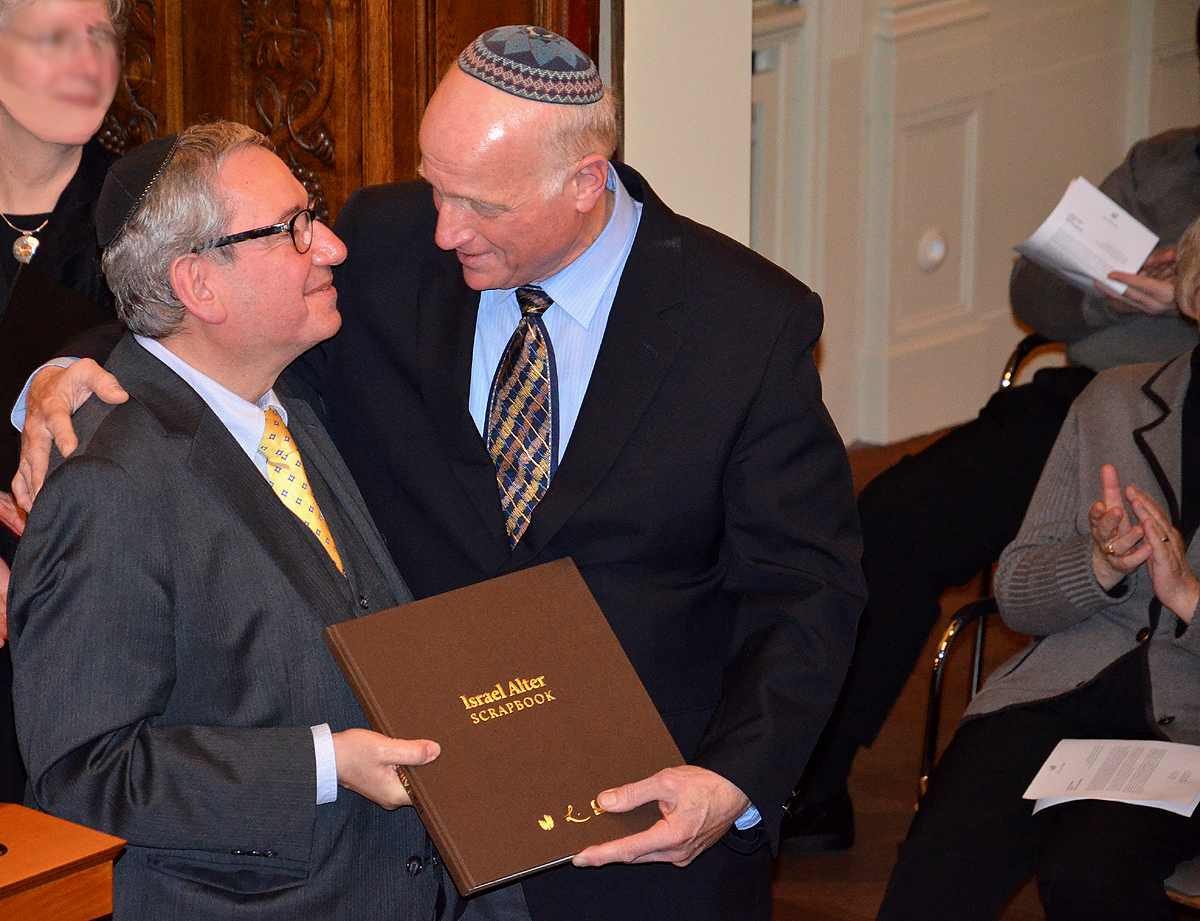
Двоє друзів на віллі Селігманн: Андор Ізак (ліворуч) і Бенджамін З. Майснер на презентації скрапбуку присвяченого Альтеру

Альтер по собі залишив колекцію газетних вирізок з оглядами концертів кількома мовами. Знайдено також записи співу та творів Альтера, що мають велике історичне значення. Знайдено 40 записів ще з 1930 року, зокрема запис «Молитви за душі», твору, присвяченого загиблим солдатам Першої світової війни, який заборонили записувати. Дочка Альтера, яка жила в Тель-Авіві, успадкувала записи у 1979 році. Згодом вони перейшли до племінника Альтера, Бенджаміна З. Майснера, який працює хазаном у Торонто. Спочатку планувалося подарувати платівки Єврейському університету, але Майснер вирішив передати їх професору Андору Ізсаку, директору Європейського центру єврейської музики в Ганновері. Записи мали «знайти дім, звідки вони походять».

## Виставки

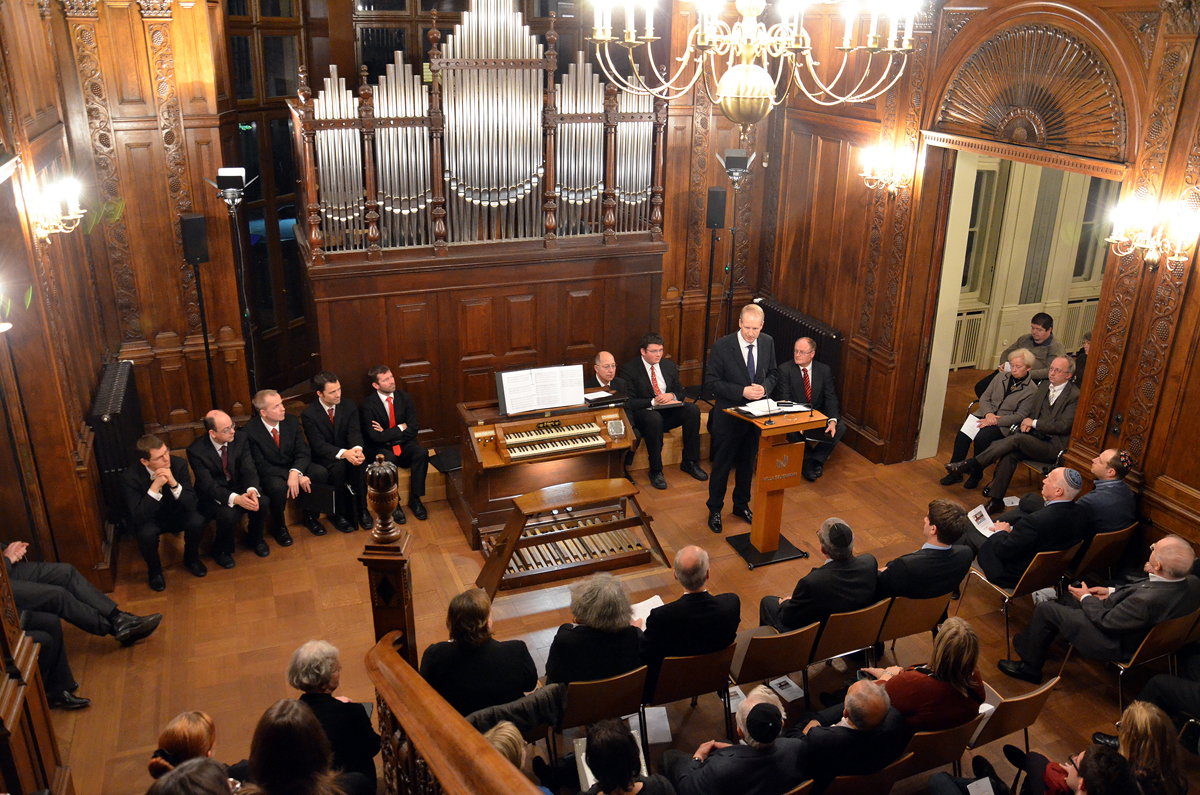
Мер Ганновера Стефан Шосток на церемонії відкриття виставки 2013 року на віллі Селігманн

2013 року на віллу Селігманн представили з нагоди тижневих пам'ятних заходів «Осінні дні єврейської музики 2013» виставку «Ізраїль Альтер — останній головний хазан Ганновера».

## Збірки
Європейський центр єврейської музики випустив серію компакт-дисків із трьох частин з оригінальних записів Альтера.
- Vol 1 Liturgical music
- Vol 2 Songs in Jiddish language
- Vol 3 Opera songs